# Sfântul Ioan cel Nou

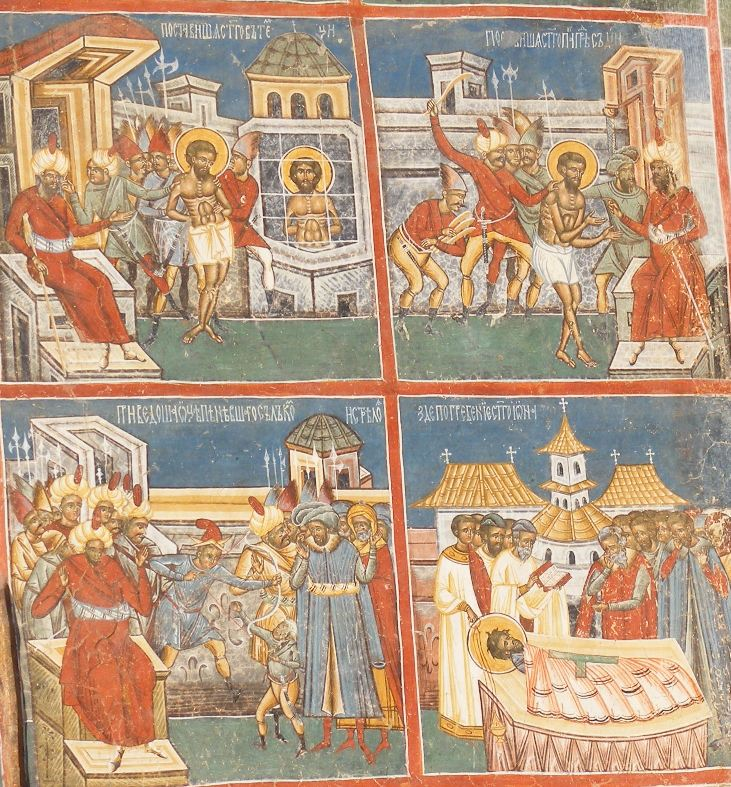
Scene din mucenicia Sf. Ioan cel Nou - pictură Mănăstirea Voroneț

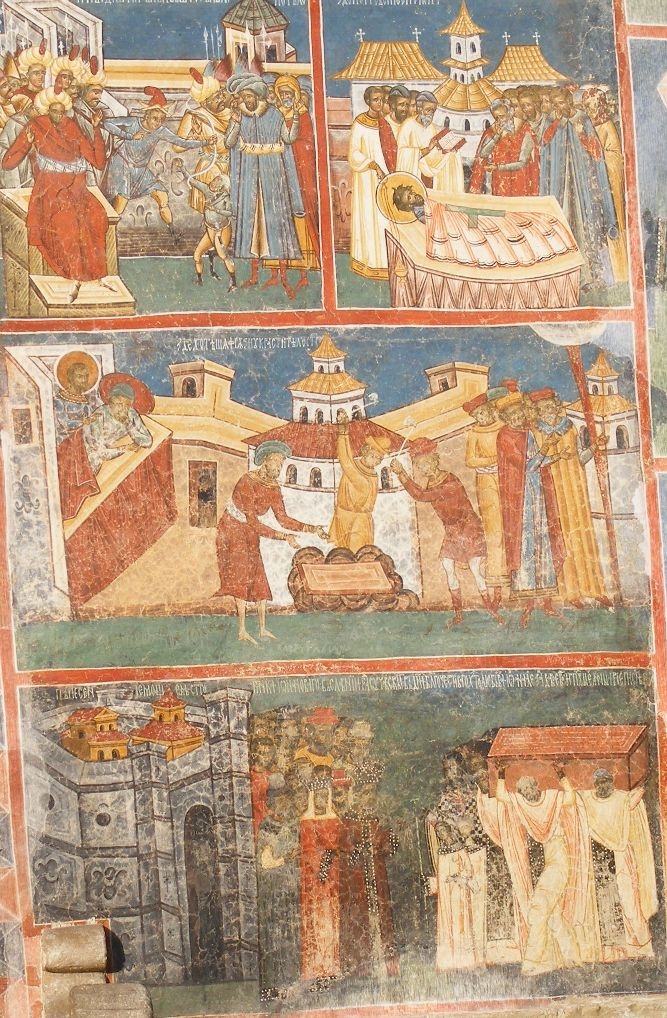
Scene din mucenicia Sf. Ioan cel Nou - pictură Mănăstirea Voroneț

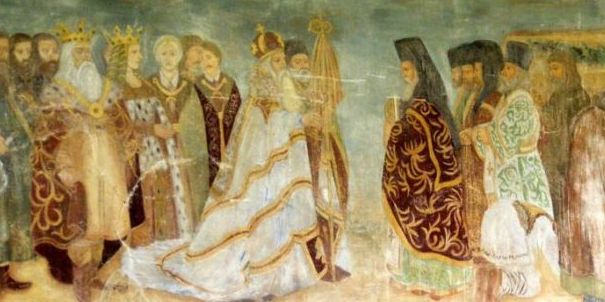
Alexandru cel Bun și alaiul domnesc la întâmpinarea moaștelor Sf. Ioan cel Nou - frescă de la Mănăstirea Sf. Ioan cel Nou Suceava

Ioan cel Nou (cunoscut și ca Ioan cel Nou de la Suceava) a fost un martir creștin din secolul al XIV-lea. Este pomenit de Biserica Ortodoxă Română la 2 iunie, precum și la 24 iunie (comemorarea aducerii moaștelor sale la Suceava).
S-a născut în jurul anului 1300, din părinți creștini greci. În viața sa a împlinit porunca iubirii aproapelui, purtându-se cu toata cuviința față de cei din jurul său, așa cum își desăvârșise învățătura de la dascălii și preoții cetății. Localitatea sa de baștină este Trapezunt (oraș-port la Marea Neagră, întemeiat de coloniștii greci), unde se îndeletnicea cu negoțul. Călătoriile sale fiind cu precădere pe malurile Mării Negre în scopul înfăptuirii negoțului dar unde își marturisea și credința în Iisus Hristos și pe care o propovăduia și celor din jurul său.
Vorba lui Ioan mergea la sufletul multora, mai ales a celor nevoiași, dar au fost și oameni care l-au pizmuit pentru asta. Unul dintre aceștia a fost si neguțătorul apusean Reitz, care își arăta fățiș împotrivirea față de credința propovăduită de el. Se pare că această ură l-a făcut pe Reitz să caute răzbunare, dorind să-l piardă pe tânărul Ioan. Așa se face că pe când Ioan era la Cetatea Albă - ocupată atunci de tătarii nogai - negustorul Reitz l-a mințit pe eparhul cetății că Ioan dorește să treacă la religia cea străveche a tătarilor (tengriismul). Dând crezare, dregătorul tătar l-a chemat la el pe Ioan, fiind încântat de „intenția” acestuia de a trece la credința eltaică. Înțelegând urzeala negustorului venețian Reitz, Ioan și-a dat seama de situația în care a fost pus și de ceea ce i se va putea întâmpla dacă îl refuză pe tătar. Mânat de imboldul puternicei sale credințe, Ioan a refuzat să renunțe la Hristos - "care l-a ocrotit și i-a dat deplina bucurie a credinței și a iubirii".  Răspunsul său: "Preaputernice eparhe, vorbele care ți s-au spus despre mine sunt mincinoase, sunt iscodiri răutăcioase. Eu nu voiesc să disprețuiesc bunătatea pe care mi-ai arătat-o, dar nu pot să mă lepad de Hristos "lumina lumii"", l-a mâniat pe eparh ce a considerat aceasta drept o insultă la credința tătărască. De aceea a poruncit ca Ioan să fie supus unor munci groaznice.
Însă caznele la care a fost supus Ioan i-au întărit întreaga ființă, a dobândit "cununa" vieții veșnice. "Pentru aceasta i s-a luminat fața de o lumina strălucitoare mai presus de fire."
Văzând că muncile la care a fost supus nu a avut nici un efect asupra credinței sale, ighemonul l-a ispitit cu promisiunea că-i v-a vindeca rănile cu ajutorul celor mai iscusiți medici, însă Ioan i-a răspuns: "...nu te îngriji de rănile trupului meu, căci prin cele stricăcioase se dobândesc cele netrecătoare. numai cel ce rabdă până la sfârșit se va mântui"
Acestea l-au mâniat și mai tare pe eparh care a poruncit ca Ioan să fie supus la tortură cruntă. A fost legat de coada unui cal și târât pe caldarâm. Deși trupul îi era sfâșiat de pietrele străzilor, buzele-i șopteau rugăciuni către Atotputernicul. Asta l-a determinat pe unul dintre chinuitori să-și scoată sabia și să-i taie capul.
"Astfel, prin moarte mucenicească, mărturisitorul Domnului a primit cununa cea neveștejită a slavei sfinților și vrednicia de a fi unul din "casnicii" Lui".
Ighemonul și ceilalți dregători tătari din cetate n-au dat voie creștinilor (majoritatea români) să-i ia trupul de pe drum și să-l îngroape după rânduiala creștinească. Dar Dumnezeu, în dragostea sa nemărginită față de aleșii săi, a trimis trei îngeri din cer care i-au tămâiat trupul. Un necredincios (tătar) din cetate, văzând aceasta arătare a îngerilor în vesminte strălucitoare, a crezut că sunt preoți creștini, care, nesocotind porunca ighemonului, au venit să facă slujba prohodirii lui Ioan. A scos arcul și săgeata ca să tragă asupra lor, dar atunci s-a petrecut a doua minune, mâinile i-au rămas lipite de arc și de săgeată; a fost izbăvit de pedeapsă cerească numai după ce a mărturisit ce urmărea să facă. Aceste minuni l-au înfricoșat pe conducătorul cetății, care a îngăduit creștinilor să ridice trupul lui Ioan și să-l înmormânteze după rânduiala creștină. A fost îngropat în cimitirul din Cetatea Alba.
Nevrednicul Reiz, fără să aibă mustrări de conștiință pentru uciderea lui Ioan, și-a pus în gând să mai săvârșească o nelegiuire. Văzând el însuși ce minuni s-au petrecut cu trupul lui Ioan, s-a gândit să-l dezgroape în ascuns și să-l ducă în țara sa, pentru că de asemenea revărsări de daruri minunate care aveau loc în jurul trupului său să se bucure concetățenii săi. Dar și de data aceasta s-a întâmplat o minune. Pe când încerca să-l dezgroape, noul mucenic i s-a arătat în vis preotului care slujea la biserica cimitirului, descoperindu-i gândul lui Reiz. Într-adevăr, mergând la cimitir, l-a surprins pe acesta cum încerca să ia trupul lui Ioan. De aceea, preotul a înștiințat obștea credincioșilor din Cetatea Alba care au ridicat trupul neputrezit al noului mărturisitor al lui Hristos și l-au dus în altarul unei biserici din oraș. Rămășițele sale pământești, neputrezite și răspândind bună mireasmă, puteau fi considerate acum ca sfinte moaște. Ele au rămas în aceasta biserică aproximativ 70 ani, revărsând multe daruri asupra creștinilor care veneau și îngenunchiau în fața lor, cerând mijlocirile sale în fața Părintelui ceresc.
Vestea minunilor ce se săvârșesc prin moaștele Sfântului Mucenic Ioan cel Nou se răspândește în toata Țara Moldovei, al cărui ocrotitor a fost socotit atunci evlaviosul domn Alexandru cel Bun, care cu înțelepciune reușește să obțină din partea Patriarhiei Ecumenice recunoașterea canonică a mitropolitului Moldovei, Iosif Mușat dorea ca această împlinire istorică și de mare importanță bisericească s-o pecetluiască cu mutarea sfintelor moaște ale Mucenicului Ioan ce Nou de la Cetatea Albă la Suceava, unde își fixase reședința și noul ierarh.
În legătură cu orașul în care a pătimit Sfântul Ioan - numit acum "cel Nou", spre a se deosebi de Sfântul Ioan Botezătorul sau de alți sfinți cu acest nume - s-a crezut mult timp ca este vorba de Cetatea Albă de la gurile Nistrului, oraș care a aparținut secole în șir Moldovei, apoi României întregite. Mai nou, unii învătați consideră că este vorba de o localitate cu același nume de lângă strâmtoarea Kerci, din Crimeea.
În anul 1402 Alexandru cel Bun a adus moaștele Sfântului Mucenic Ioan cel Nou la Suceava. Alaiul cu moaștele Sfântului Ioan au fost întâmpinat la locul numit "Poiana Vlădicăi", în apropiere de Iași, de către domnitor și soția sa, de mitropolitul Iosif, de marii dregători, egumeni, călugări, preoți și credincioși, care l-au însoțit până la Suceava. Acolo au fost așezate în biserica Mirăuți, care cu multe refaceri de mai târziu, dăinuiește până azi. Moaștele au rămas în biserica Mirăuți până în anul 1589, când au fost mutate în noua catedrală mitropolitană din Suceava - cu hramul Sfântului Gheorghe - ctitorită în prima jumătate a secolului al XVI-lea de domnitorii Bogdan al III-lea și fiul său Ștefăniță.
Se cunosc mai multe minuni înfăptuite de moaștele Sfântului Ioan cel nou de la Suceava, una dintre ele fiind amintită de Petru Movilă al Kievului: 
La 2 iunie 1622 Suceava era amenințată să fie cotropită de tătari. Locuitorii se refugiau în toate părțile. Preoții slujitori la biserica în care erau adăpostite moaștele au voit să ia racla să o ducă în cetatea Suceava, dar n-au putut să o ridice. Au înțeles că Sfântul nu voia să fie dus în altă parte și că-i va ocroti, încât au continuat să se roage ca orașul să nu cadă în mâna cotropitorilor. Într-adevăr, o ploaie torențiala a împiedicat pe tătari să mai asedieze orașul.
Moaștele au rămas în Suceava până în anul 1686, când a intrat cu oaste în Moldova regele Jan Sobieski al Poloniei. La retragere, a luat cu sine în Polonia și pe mitropolitul cărturar Dosoftei. De teama unor jafuri, mitropolitul a luat cu el, din Suceava, moaștele Sfântului Ioan cel Nou, odoarele și documentele Mitropoliei. Au fost duse și așezate la Jolkiew, unde a viețuit și mitropolitul Dosoftei până la moarte (1693). Cinstitele moaște au rămas în pământ străin până în 1783, când episcopul Dosoftei Herescu de la Rădăuți a reușit să le readucă acasă, fiind reașezate tot în fosta catedrală mitropolitană cu hramul Sfântului Gheorghe. Aducerea lor a fost posibilă pentru că la acea dată atât Bucovina, cu orașul Suceava, cât și o parte din Polonia (cu orașul Jolkiew) erau încorporate în Imperiul Austriac (sau Habsburgic). O nouă strămutare a lor a avut loc în cursul primului război mondial, când, spre a fi ocrotite, au fost duse la Viena și adăpostite în capela ortodoxă română din acel oraș. Revenirea Bucovinei și a Basarabiei la țara-mamă, în 1918, a făcut ca Sfântul Ioan să devină iarăși ceea ce a fost veacuri de-a rândul, adică "ocrotitorul a toată țara Moldovei".
Sfântul Ioan cel Nou a fost reprezentat în pictura multor biserici din Moldova. Viața și martiriul său apare în Paraclisul Sfântului Ioan cel Nou de la Mănăstirea Bistrița (1498), în pronaosul bisericii de la Dobrovăț, de lângă Iași (1529), în Biserica Sfântul Mare Mucenic Gheorghe a Mănăstirii Sfântul Ioan din Suceava (1532-1534). Câțiva ani mai târziu, în 1546, a fost zugrăvită viața și pătimirea sa în 12 scene pe peretele de sud al bisericii mănăstirii Voroneț, ctitorie a lui Ștefan cel Mare. Scene asemănătoare apar și în pictura catedralei episcopale din Roman sau cele 14 scene din viața și pătimirea din pridvorul închis al bisericii mănăstirii Sucevița, ctitoria Movileștilor.
Scene cu pătimirea Sfântului Ioan cel Nou se pot admira și în pictura interioară a bisericilor de la mănăstirile Secu și Sihăstria din județul Neamț.